# Girardia andina
Girardia andina is een platworm (Platyhelminthes). De worm is tweeslachtig. De soort leeft in of nabij zoet water.
Het geslacht Girardia, waarin de platworm wordt geplaatst, wordt tot de familie Dugesiidae gerekend. De wetenschappelijke naam van de soort werd, als Planaria andina, voor het eerst geldig gepubliceerd in 1895 door Borelli.